# Драганово (област Бургас)
Вижте пояснителната страница за други значения на Драганово.
Драганово е село в Югоизточна България. То се намира в община Бургас, област Бургас.

## География
Село Драганово се намира на 26 километра северно от общинския и областен център Бургас, на 27 километра от Айтос и на 28 км от Поморие. Около него се намират селата: Изворище, Брястовец, Емирско, Мостино, Дрянковец. Само на няколко километра от селото е отклонението на пътя от София за Слънчев бряг. На около 10 км по посока към Бургас е село Рудник и мина „Черно море“. В продължение на много години с. Рудник беше със статут на общински център и Драганово се водеше към община Рудник. Сега то е в рамките на община Бургас. На 15 км от селото се намира гара Сарафово, през която минава влакът от Поморие за Бургас. До към 60-те години на миналия век този влак беше единствената връзка на Драганово с гр. Бургас. В определени часове до Сарафово можеше да се отиде с малко влакче от мина „Черно море“, което извозваше руда, но имаше прикачено малко вагонче за пътници. Сега до Драганово пътуват по няколко пъти на ден автобуси от Бургас. На около 10 км югозападно от селото се намира бургаския квартал Банево, известно с минералните бани. Жителите на Драганово посещаваха тези бани както за лечение, така и хигиенно, като преминаваха разстоянието през горски пътеки пеш. През последните две-три десетилетия автобусен транспорт свързва селото с Минералните бани.
Най-забележителното за село Драганово е фактът, че от неговото землище извира известната от историята на България река Ахелой. Тя преминава покрай цялото землище и край селото. Не може да се премине към с. Брястовец, по посока към Сарафово, без да се премине реката. При спокойно, сухо време реката е плитка, спокойна. В нея жителите на селото ловяха риба, раци, къпеха се, перяха дрехите си, особено едрите неща като одеяла, черги, килими. При силни дъждове обаче реката става буйна, пълноводна, опасна. Много години не беше направен мост, поради което при подобни ситуации връзката на селото с останалите села се прекъсваше. При едно от поредните прииждания река Ахелой взе жертва. Поради това, че в Драганово нямаше прогимназия, по-големите ученици учеха в прогимназията на с. Брястовец и всеки ден минаваха разстоянието от 4 километра. В деня, когато реката бушува, децата пристигат на отсрещния бряг, но не могат да преминат, за да се приберат по домовете си. Един от младежите – Кольо, взема коня си и решава да пренесе едно по едно учениците. Успява с няколко от тях, но при поредния курс конят се спъва, ездачът пада и водата го повлича по течението си. Всички опити на съселяните му да му помогнат, като подхвърлят пръти и въжета, остават безуспешни. Тялото му беше намерено след повече от седмица на много километри по течението на реката. Драгановци са длъжници, че не са издигнали паметник за саможертвата.

## История
До 1934 година името на селото е Арнауткьой. До 1878 година селото е било заселено с турско население. В центъра на селото е имало джамия. След Освобождението турците постепенно се изселват в Турция. На тяхно място идват българи от Тракия – през 1903 и 1913 г. и от други краища на България. Първият българин, който се е заселил в селото, е Драган Иванов и на негово име – по-късно (според Милан Ангелов през 1934 г.) се преименува в Драганово. Новодошлите българи са изкупили къщите и нивите на заминаващите си турци. Тези от тях, които са успели да закупят повече ниви, са си осигурили и по-високо положение, по – добри условия за живот. Бежанците от Тракия, които са били принудени да изоставят цялото си имущество на територията на Турция и са пристигнали по-късно, през 1913 г. не са имали възможност да закупят нито ниви, нито жилища. Някои от тях за известно време са били настанени да живеят в джамията, докато си направят някакъв подслон. По-късно – около 1930 г. те са оземлени от държавата с по 30 декара земя и са отпуснати заеми за построяването на така наречените „шаронски“, „маджурски“ къщи, които са еднотипни в цяла България, където има бежанци. В Драганово имаше три такива къщи. В началото в селото не е имало училище. За целта селяните са наели една стая в стара турска къща до построяването с труда и средствата на цялото село на училище с две учебни и една учителска стая. Дълги години учебните занятия се водеха от учителя Петър и неговата съпруга. Сега се говори против смесените паралелки, но тогава както поради недостатъчния брой на децата, така и поради невъзможност да се осигурят повече учители, учениците учеха в смесени паралелки – в едната стая – първи и втори клас, в другата – трети и четвърти. Докато учителят се занимава с единия клас, на другите е възложена някаква задача – да напишат съчинение, да решават задачи, да пишат буквички или да четат определен текст. А през междучасието, учителят Петър хващаше всички на хоро на двора или в коридорите при студено време, като всички пееха весели, хороводни песни.
Въпреки смесените паралелки, училището в Драганово осигуряваше солидна подготовка. Част от завършилите четвърти клас продължиха прогимназиалното си образование в Брястовец, а след това – гимназия в Бургас.
След заселването на българите, се построява малка, но кокетна църква. В нея имаше много красиви икони. Провеждаха се редовно служби, празнуваха се тържествено религиозните празници. Към 1940 г. беше преценено, че църквата е опасна за по-нататъшно използване поради възможност за срутване. Вече не можеха да се провеждат църковни служби, но за причастяване на вярващите периодично идваше свещеник, който използваше за целта една от стаите на училището. По-младите хора, които можеха да пътуват, отиваха за големите празници на службите в църквата в с. Брястовец.
Населението реши да направи нова църква. За целта беше доставен строителен материал, но след време младежите настояха вместо църква да се построи читалище. Така и стана. Старата църква беше съборена, а читалището дълго време беше средище за културни прояви – правеха се вечеринки, концерти от самодейци, младежите подготвяха и изнасяха театрални постановки според възможностите си.
Всяка година през пролетта в селото се правеше сбор-панаир. Пристигаха гости от всички околни и по-далечни села. Всяко семейство подготвяше много гозби и цял ден посрещаше роднини и близки. По улиците и на поляните се настаняваха всевъзможни търговци, които предлагаха толкова много лакомства – бонбони, шоколади, играчки, лакомства с късмети. Свиреше музика, извиваха се кръшни хора.
Около 60-те години на миналия век много от хората в Драганово започнаха да търсят по-добри условия за живот – както по-близко до града за да могат да обучават децата си, така и за по-доходна работа. Така постепенно местното население се изсели – в Айтос, в Рудник, в Бургас. Останаха само няколко българи. Селото се засели отново с турци – от Балкана и от Кърджалийско. Те изкупиха къщите от българите, преустроиха ги, надстроиха ги, канализираха ги. В центъра отново е изградена голяма джамия.
През последните години училището не се използва. Децата се водят с автобус в училището в Рудник.

## Население

### Етнически състав
Преброяване на населението през 2011 г.
Численост и дял на етническите групи според преброяването на населението през 2011 г.:
|                     | Численост |
| Общо                | 433       |
| Българи             | 10        |
| Турци               | 422       |
| Цигани              | -         |
| Други               | -         |
| Не се самоопределят | -         |
| Неотговорили        | -         |